# Партола Ганна Петрівна
Ганна Петрівна Партола (нар. 5 січня 1951, село Мартове, тепер Печенізького району Харківської області) — українська радянська діячка, фрезерувальниця виробничого об'єднання «Харківський турбінний завод» імені Кірова. Депутат Верховної Ради УРСР 10—11-го скликань.

## Біографія
Освіта середня.
З 1967 року — фрезерувальниця виробничого об'єднання «Харківський турбінний завод» імені Кірова.
Потім — на пенсії в місті Харкові.

## Нагороди
- ордени
- медалі